# Krupnozadi
Krupnozadi (latinski: Amblypygi) su red paučnjaka.

## Vanjske poveznice
|  | Zajednički poslužitelj ima još gradiva o temi Amblypygi |
|  | Wikivrste imaju podatke o taksonu Amblypygi             |